# Josef Ekholm
Josef Ekholm, Josef "Jocke" Ekholm, född 5 juli 1901 i Hagalund, Solna församling, död 17 juni 1953, var en svensk fotbollsspelare. Han blev bland annat svensk mästare med AIK 1923. Mellan säsongerna 1924/1925 och 1928/1929 spelade han även allsvenskt med AIK. Även Jocke Ekholms bröder Elis Ekholm, som spelade allsvenskt i AIK, samt Gösta och David Ekholm, som dock aldrig spelade allsvenskt för klubben.

## Biografi
Josef Ekholms far hade ett bageri i Hagalund och det var där som Josef Ekholm växte upp under 1900-talets början. Familjen flyttade senare till Skuru 1918, via Orresta utanför Västerås, och det var där Jocke tillsammans med sina bröder Elis, David och Gösta kom i bekantskap med AIK:s juniorer. Endast fem år efter detta, 1923, vann han SM-guld med AIK efter att ha besegrat IFK Eskilstuna med 5-1 i finalen av det svenska Mästerskapet, som vid den tiden var en cupturnering likt dagens Svenska Cupen.
Säsongen 1924/25 startade Allsvenskan med Jocke Ekholm som ordinarie högerback. Han och AIK slutade på en femteplats, en placering som upprepade sig även 1925/26 och 1926/1927. Men efter det lös Josef Ekholms stjärna allt mindre och under den sista allsvenska säsongen för hans del blev det bara ett par enstaka matcher. Han bytte senare klubb till Karlbergs BK 1928 men bytte snabbt tillbaka till AIK 1929, där det inte blev en enda A-lagsmatch under de tre år han spelade i AIK.
Josef Ekholm dog 51 år gammal 1953 i sitt föräldrahem, han gifte sig aldrig utan bodde kvar hemma hela sitt liv.

## Klubbar
- AIK (ca 1918-1928)
- Karlbergs BK (1928)
- AIK (1929-ca 1932)

## Meriter
- Svensk mästare: 1923